# Scorzoneroides atlantica
Scorzoneroides atlantica là một loài thực vật có hoa trong họ Cúc. Loài này được (Ball) J.Holub miêu tả khoa học đầu tiên năm 1977.